# Rajkumar Raghunath Sinha
Rajkumar Raghunath Sinha fue un diplomático de carrera indio.
- Rajkumar Raghunath Sinha fue hijo del Raja Sir Ram Singhji II Bahadur, de Sitamau, KCIE
- Fue Barrister at Law
- El 1 de octubre de 1948 entró al en:Indian Foreign Service fue primer secretario de Alta Comisión en Londres y luego en Addis Abeba.
- En 1954 obtuvo el exequatur como cónsul general en San Francisco (California).
- En 1955 obtuvo el exequatur como cónsul general en Alejandría.
- De 1960 a 1963 fue embajador en Nom Pen.
- De julio de 1963 a julio de 1966 fue embajador en Conakri (Guinea) con acreditación en Bamako (Mali).
- De julio de 1966 a agosto de 1968 fue embajador en La Haya (Países Bajos).
- De agosto de 1968 a 1970 fue Alto Comisionado en Kampala con acreditación como embajador en Buyumbura (Burundi) y Kigali (Ruanda).[1]